# Dagok
A dagok (angolos írásmóddal: dugok) a Csillagok háborúja elképzelt univerzumának egyik értelmes népe, akik a Malastare nevű bolygón élnek.

## Leírásuk
A dagok karcsú, de azért erős testfelépítésű élőlények. A legfőbb jellemzőjük talán a különleges járásmódjuk. Az erős karjaik lábul szolgálnak, míg alsó végtagjaik kézként működnek. A járó végtagjaikon három erős ujj látható. A dagok bőre sima; a nyakuk körül azonban lóg. Füleik uszonyszerűek, arcuk pedig jól előrenyúlik. Közismert, hogy a dagok erőszakosak és akaratosak. Általában erőszakkal érik el céljaikat. Az alsóbbrendű dagok gyakran erőfitogtatással próbálnak feljebb törni a ranglétrán. Sokszor torkosok és mindenfélével üzletelnek.

## Megjelenésük a filmekben, videójátékokban
Talán a legismertebb dag Sebulba, a pixelitói fogathajtó versenyző, aki a „Baljós árnyak” című filmben látható, a tatuini fogathajtóversenyen. A „Star Wars: Episode I Racer” című videójátékban is szerepel Sebulba.
Egy távozó dag látható Dexter Jettster vendéglőjében, hol Obi-van Dextertől kér információt a Kamino bolygó helyzetét illetően. Több dag is szerepel a „Star Wars: A klónok háborúja” című televíziós sorozat második évadába tartozó a „Rise of the Bounty Hunters” (A fejvadászok felemelkedése), és „A Zillo-sárkány” című részben is. Ebben részben a dagok először a droidok ellen, aztán pedig a zillo fenevad ellen harcolnak.

## Megnevezett dagok
- Hekula – férfi; Sebulba fia, aki szintén fogathajtó versenyző
- Pugwis – férfi; Hekula fia, aki szintén fogathajtó versenyző
- Sebolto – férfi; fegyverkereskedő
- Sebulba – férfi; fogathajtó versenyző
- Andurgo – férfi; űrhajópilóta
- Preigo – férfi; vándorcirkuszos
- Nakha Urus – férfi; dag vezér
- Dewanga – férfi; rabszolgatartó, Sebolto egyik munkása
- Darnada – férfi; a Fekete Nap (Black Sun) nevű bűnszervezet egyik tagja

## Fordítás
- Ez a szócikk részben vagy egészben  a   List of Star Wars species (A–E) című angol Wikipédia-szócikk ezen változatának fordításán alapul.  Az eredeti cikk szerkesztőit annak laptörténete sorolja fel. Ez a jelzés csupán a megfogalmazás eredetét és a szerzői jogokat jelzi, nem szolgál a cikkben szereplő információk forrásmegjelöléseként.